# Norbert Lücke (Schachspieler)
Norbert Lücke (* 30. Mai 1970 in Gummersbach) ist ein deutscher Schachspieler.

## Schachlicher Werdegang
Er lernte das Schachspielen mit sechs Jahren. Mit 13 Jahren trat er dem Schachclub SV Derschlag, einem Verein aus einem Ortsteil von Gummersbach, bei. Mit einem Stipendium besuchte er für zwei Jahre das Schachgymnasium in Altensteig, wo er von Luděk Pachman trainiert wurde. In der Saison 1988/89 spielte er mit der SG Bochum 31 in der 1. Bundesliga, später spielte er auch von 1992 bis 1996 mit den Bochumer in der Bundesliga. Weitere Vereine, in denen er später aktiv war, waren Schachfreunde Dortmund-Brackel (in der Saison 1991/92 in der 1. Liga), SV Plettenberg (mit Aufstieg in die Schachbundesliga sowie in der Saison 1997/98 in der 1. Liga), Stadtgrenze Mülheim-Heißen und SG Porz. Zuletzt spielte er für die SF Köln-Müngersdorf. In Belgien spielt er für KSK 47 Eynatten und hatte in der höchsten belgischen Liga, der Interclubs, einzelne Einsätze in den Spielzeiten 2010/11 und 2011/12 einzelne Einsätze. 1995/96 fungierte Norbert Lücke als Schachtrainer in der Dominikanischen Republik, betreute die dominikanische Frauennationalmannschaft auch bei der Schacholympiade 2008.

## Erfolge
Im Jahr 1989 wurde er Dritter beim Epitok-Turnier in Budapest. Im Juli 1990 belegte er hinter Michael Bezold den zweiten Platz bei der deutschen Jugendeinzelmeisterschaft U20 in Münster. Beim Schachfestival Bad Wörishofen wurde er im gleichen Jahr Dritter hinter Tony Miles und Philipp Schlosser. Im August 1991 gewann er bei der NATO-Meisterschaft in Cranwell, England den Titel sowohl in der Mannschafts- als auch in der Einzelkonkurrenz. 1994 belegte er beim Open in Le Havre den zweiten Platz.
Norbert Lücke spielt häufig die Sweschnikow-Variante der Sizilianischen Verteidigung. Eine Stärke Lückes ist sein Turmendspiel.
Er wird beim Weltschachbund FIDE als inaktiv geführt, da er nach einem Wettkampf Istanbul-Köln im November 2013 keine Elo-gewertete Partie mehr gespielt hat. Norbert Lücke trägt seit 1992 den Titel Internationaler Meister (die letzte Norm hierfür erwarb er bei einem GM-Turnier in Hamburg).

## Außerschachliches
Lücke studierte an der Fachhochschule Köln Dolmetscher/Übersetzer Französisch/Spanisch. Seit 1995 ist er mit der Künstlerin und Schachspielerin Eneida Pérez verheiratet, die den Titel einer FIDE-Meisterin der Frauen (WFM) trägt und siebenmal die Frauenmeisterschaft der Dominikanischen Republik gewann. 2004 gründeten sie gemeinsam die Schachzeitschrift ajedrez.do. Er wohnt in Köln.